# Silvio López
Silvio Javier López Techera (Rivera, 13 febbraio 2005) è un calciatore uruguaiano, difensore del Miramar Misiones.

## Carriera
Cresciuto nel settore giovanile del Miramar Misiones, ha debutatto in prima squadra il 14 settembre 2024 nell'incontro di prima divisione uruguaiana vinto 2-1 contro il Cerro Largo; nel prosieguo della stagione ha poi giocato altre 2 partite di campionato, venendo riconfermato in rosa anche per il 2025.

## Statistiche

### Presenze e reti nei club
Statistiche aggiornate al 7 luglio 2025.
| Stagione        | Squadra          | Campionato      | Campionato | Campionato | Coppe nazionali | Coppe nazionali | Coppe nazionali | Coppe continentali | Coppe continentali | Coppe continentali | Altre coppe | Altre coppe | Altre coppe | Totale | Totale | Totale |
| Stagione        | Squadra          | Comp            | Pres       | Reti       | Comp            | Pres            | Reti            | Comp               | Pres               | Reti               | Comp        | Pres        | Reti        | Pres   | Reti   |        |
| --------------- | ---------------- | --------------- | ---------- | ---------- | --------------- | --------------- | --------------- | ------------------ | ------------------ | ------------------ | ----------- | ----------- | ----------- | ------ | ------ | ------ |
| 2024            | Miramar Misiones | PD              | 3          | 0          | CU              | 0               | 0               | -                  | -                  | -                  | -           | -           | -           | 3      | 0      |        |
| 2025            | Miramar Misiones | PD              | 5          | 0          | CU              | 0               | 0               | -                  | -                  | -                  | -           | -           | -           | 5      | 0      |        |
| Totale carriera | Totale carriera  | Totale carriera | 8          | 0          |                 | 0               | 0               |                    | 0                  | 0                  |             | -           | -           | 8      | 0      |        |